# Pacific Central Station

Die Pacific Central Station ist ein Bahnhof in der kanadischen Stadt Vancouver. Der 1919 eröffnete Bahnhof im Beaux-Arts Stil befindet sich an der 1150 Station Street, am östlichen Ende des Meeresarms False Creek.

## Lage und Verbindungen
Der Kopfbahnhof Pacific Central Station ist die westliche Endstation des transkontinentalen Zuges The Canadian von VIA Rail nach Toronto und die nördliche Endstation des Amtrak Cascades nach Seattle. Ausflugszüge der Rocky Mountaineer verkehren durch die kanadischen Rocky Mountains nach Banff, Calgary, Jasper und Whistler. Überlandbusse von Greyhound Lines verkehren vom Terminal auf dem Bahnhofsvorplatz. Auf der gegenüberliegenden Seite des Thornton Park, der den Vorplatz bildet, befindet sich die Station Main Street-Science World der Expo Line des SkyTrain; die Waterfront Station des Vorortzuges West Coast Express ist etwa zwei Kilometer entfernt.
Reisende in Richtung USA müssen bereits hier durch die Einreise-Grenzkontrolle der USA. Der Zug nach Seattle fährt dazu von einem abgetrennten Bereich des Bahnhofs ab. Dieses Vorgehen verkürzt den Aufenthalt des Zuges an der eigentlichen Landgrenze erheblich, da dort nur noch eine kurze Zollkontrolle stattfindet, erfordert jedoch rechtzeitiges Eintreffen der Fahrgäste deutlich vor Abfahrt des Zuges. In Gegenrichtung finden Pass- und Zollkontrolle erst nach Ankunft des Zuges im Bahnhof statt, an der Grenze wird nicht gehalten.

## Geschichte
1912 machte das Management der Canadian Northern Railway (CNR) der Stadt das Angebot, das östliche Drittel des False Creek aufzufüllen. Auch die Great Northern Railway beteiligte sich an diesem Projekt und erbaute 1915 auf dem neu gewonnenen Land einen Bahnhof. Im selben Jahr erreichte die Strecke der CNR den Stadtrand von Vancouver. Da aber die Gesellschaft am Rande des finanziellen Ruins operierte, konnten die Bauarbeiten am Bahnhof, der neben jenem der Great Northern zu liegen kam, erst 1917 beginnen. Als der Bahnhof im November 1919 eröffnet wurde, befand sich die Gesellschaft bereits in Liquidation; sie wurde schließlich 1923 von der Canadian National Railway (CN) übernommen.
1965 wurde der benachbarte Bahnhof der Great Northern abgerissen. 1979 verlegte VIA Rail, die im Personenverkehr die Nachfolge der Canadian National Railway angetreten hatte, die Endstation aller überregionalen Linien zum Bahnhof Pacific Central. Der bisherige Hauptbahnhof Waterfront der Canadian Pacific Railway wurde zur Endstation des SkyTrain sowie des West Coast Express umgebaut.
Seit 1991 ist der Bahnhof als „Heritage Railway Station of Canada“ nach Bundesrecht gesetzlich geschützt. Nach dem „Heritage Railway Stations Protection Act“ darf ein Eisenbahnunternehmen ohne Genehmigung keine Änderungen am Bahnhof vornehmen oder diesen verkaufen.

## Galerie

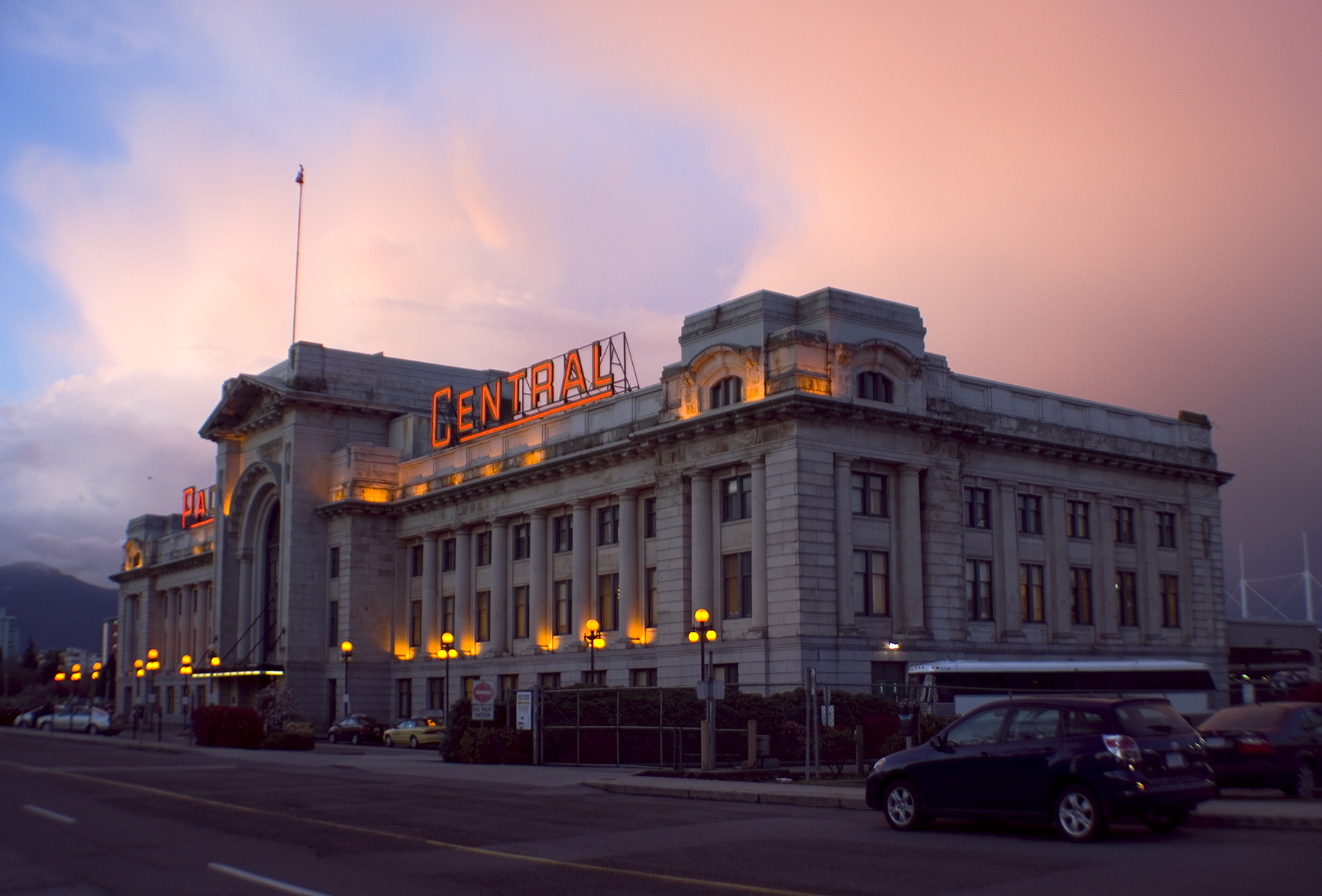
Ansicht in der Abenddämmerung
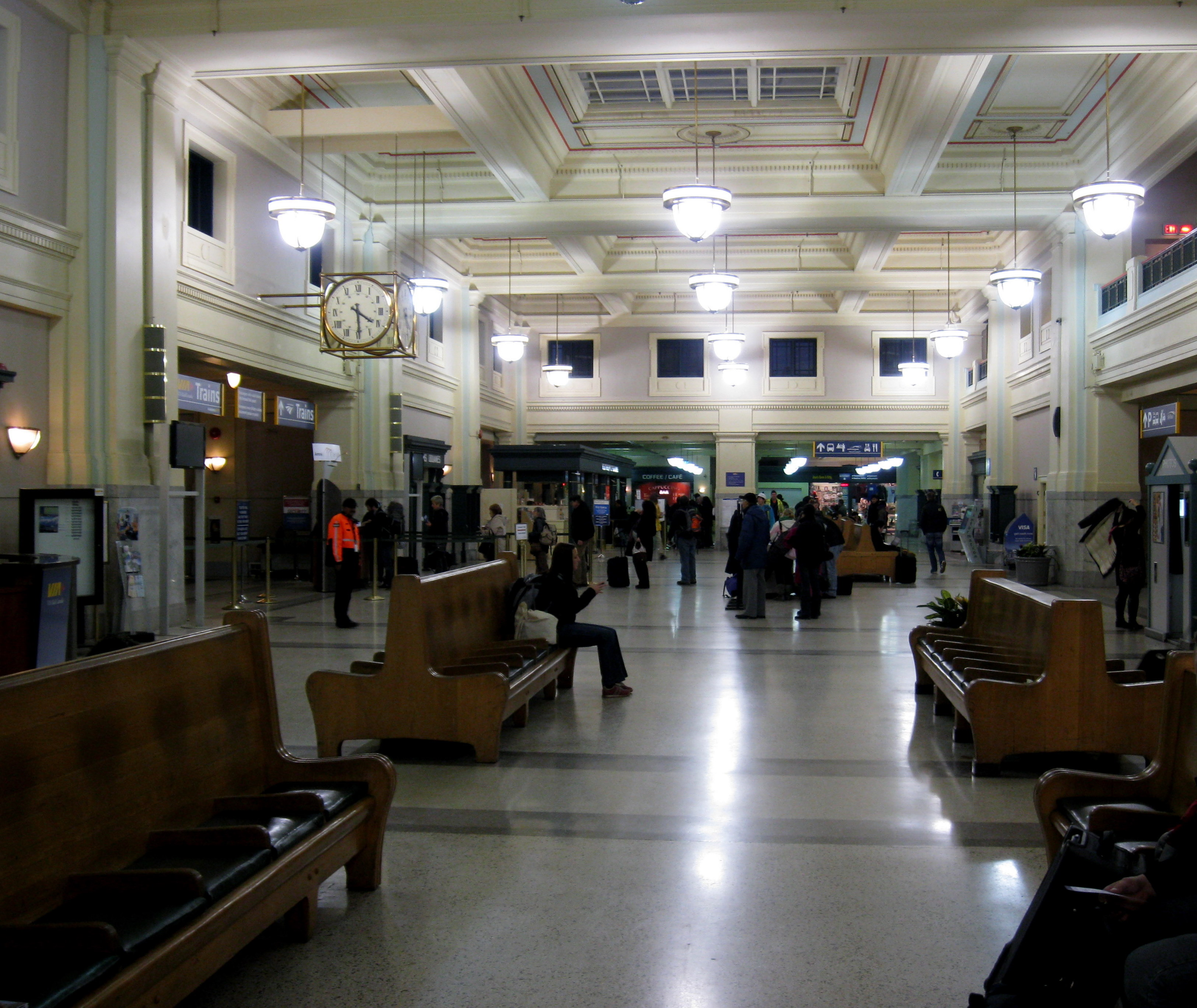
Innenansicht
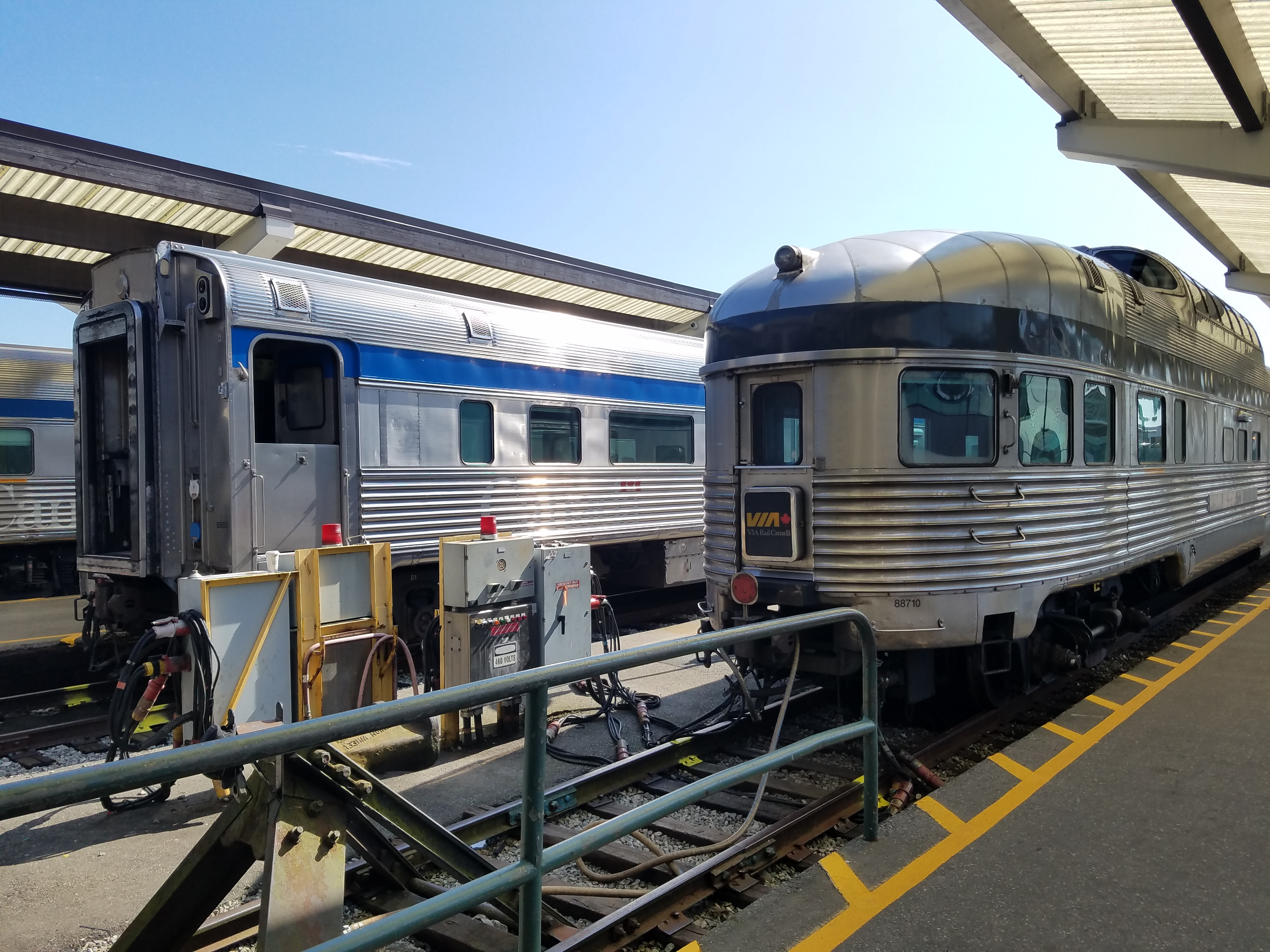
Der Canadian im Bahnhof